# HD Jesenice
Der HD Hidria Jesenice (bis 2017 HD madli Jesenice) ist ein slowenischer Eishockeyclub aus Jesenice. Er war seit seiner Gründung 1999 bis 2012 Nachwuchsverein des HK Jesenice. Seit 2014 fungiert er als Nachwuchsverein des HDD Jesenice.

## Geschichte
Während der Saison 1998/99 hatte der HK Jesenice finanzielle Probleme, was dessen Management bewog, einen eigenen Verein für die Nachwuchsarbeit zu gründen, den HD mladi Jesenice. mladi ist das slowenische Wort für junge Leute. Der HD mladi Jesenice übernahm die Aufgaben des HK HIT Casino Kranjska Gora, der bis dahin als Farmteam des HK Jesenice fungiert hatte.
2006 wurde der HK Jesenice als erster ausländischer Club in die Österreichische Erste Bank Eishockey-Liga aufgenommen. Als Farmteam stellte der HD mladi zwischen 2006 und 2010 eine Mannschaft in der Slowenischen Eishockeyliga. Ab 2009 spielte HD mladi auch in der supranationalen Slohokej Liga. Aufgrund finanzieller Probleme wurde die erste Mannschaft des HD mladi Jesenice Ende Januar 2012 nach dem 25. Spieltag vom Spielbetrieb der Slohokej Liga zurückgezogen. Alle Spielergebnisse der Mannschaft wurden annulliert und die Tabelle bereinigt. Zum Ende der Saison ging der HK Jesenice in Konkurs. 
2012/13 war der HD mladi die einzige Mannschaft aus Jesenice in der slowenischen Eishockeyliga. 2013 wurde als Nachfolger des HK das Team Jesenice, ab August 2014 HDD Jesenice gegründet. Der HD mladi übernahm wieder die Stelle des Nachwuchsvereins und stellte nur noch Nachwuchsmannschaften. Seit der Saison 2012/13 spielt eine Mannschaft des Vereins in der Erste Bank Young Stars League (U20), seit 2013/14 auch eine in der Erste Bank Juniors League (U18). 
Im November 2017 wurde mit Hidria d.o.o. ein neuer Hauptsponsor vorgestellt und der Klub änderte daraufhin seinen offiziellen Namen in HD Hidria Jesenice. In der Saison 2019/20 nimmt der Club auch an der International Hockey League und der Slowenischen Eishockeyliga teil.

## Spielstätte
Die Heimstätte des Clubs ist die Športna dvorana Podmežakla in Jesenice, die 4.500 Zuschauern Platz bietet.

## Bekannte ehemalige Spieler
- Anže Kopitar
- Luka Gračnar
- Žiga Jeglič
- Klemen Pretnar
- Robert Sabolič
- Tomaž Razingar